# جیمز تین (بازیگر)
جیمز تین چاون (به انگلیسی: James Tien Chun) (به چینی: 田俊) (زاده ۲۸ می ۱۹۴۲) از هنگ کنگ بازیگر رزمی کار چینی است. وی در حدود هفتاد فیلم نقش آفرینی کرده‌است. شهرت وی بیشتر به حضور در کنار بروس لی در فیلم‌های رئیس بزرگ و خشم اژدها است. وی در فیلم بازی مرگ نیز در کنار بروس نقش آفرینی کرد اما این فیلم ناتمام باقی ماند.
در دیگر فیلم‌های وی می‌توان به پام پام و شمشیر بی‌رحم اشاره کرد.

## دربارهٔ جیمز تین
- تین در کنار جکی چان و سامو هونگ نیز به ایفای نقش پرداخته‌است.
- وی از سال ۲۰۰۰ تا به امروز در هیچ فیلمی ظاهر نشده‌است.